# دوري كرة القدم الإنجليزي 1923–24
دوري كرة القدم الإنجليزي 1923–24 هو موسم من دوري كرة القدم الإنجليزي. أقيم خلال الفترة 25 أغسطس 1923 وحتى 3 مايو 1924، وفاز فيه هدرسفيلد تاون.